# Pozzo di Gammazita
Il Pozzo di Gammazita è un sito che si trova nel centro storico di Catania, nella zona sud-ovest della città adiacente all'antica cinta muraria cittadina detta appunto cortina di Gamma Zita presso il cortile omonimo, e fa riferimento ad un racconto leggendario avvenuto al tempo della dominazione angioina in Sicilia, durante la Guerra del Vespro.

## Leggenda di Gammazita
La leggenda narra di una fanciulla catanese di nome Gammazita, bellissima e di grande virtù.
Di lei si invaghì un soldato francese, le cui avances furono però rifiutate dalla giovane, che era già fidanzata. Proprio nel giorno del suo matrimonio, mentre Gammazita si recava come sempre a prendere l'acqua, il soldato la aggredì violentemente e la ragazza, vistasi preclusa ogni via di scampo, preferì gettarsi nel vicino pozzo piuttosto che cedere alla violenza.
Versioni successive arricchiscono il racconto, romanzandolo e aggiungendo altri personaggi di contorno. In esse si fa preciso riferimento all'anno in cui si sarebbe svolto tale avvenimento, il 1278, e si racconta di donna Macalda Scaletta, bellissima e orgogliosa vedova del signore di Ficara, che attirava la corte di tutti i cavalieri francesi e siciliani. Essa, tuttavia, innamoratissima del suo giovane paggio Giordano, sfuggiva a tutte le proposte amorose. Un giorno però Giordano vide la giovane Gammazita intenta a ricamare dinanzi alla soglia della sua casa e se ne innamorò perdutamente. L'amore dei due giovani destò le ire e la folle gelosia della perfida Macalda, che si accordò con il francese de Saint Victor per tendere loro un tranello: questi avrebbe dovuto far capitolare Gammazita e Macalda sarebbe stata sua.
De Saint Victor fece numerose imboscate, approfittando in particolare delle volte in cui Gammazita si recava ad attingere acqua alla vicina fonte. Un giorno riuscì infine ad afferrare la fanciulla, ma essa si divincolò dalla sua stretta e non vedendo altra via di scampo, per non subire violenza sessuale, preferì gettarsi nel vicino pozzo. Giordano, appreso quanto accaduto, in preda alla disperazione assalì il suo nemico, uccidendolo a pugnalate dinanzi al cadavere dell'amata.
La fine orrenda della fanciulla e la sua virtù destarono in tutti i catanesi profonda commozione e furono sempre citati come esempio del patriottismo e dell'onestà delle donne catanesi, mentre i depositi di ferro che creavano macchie rosse sulle pareti del pozzo furono spiegati tradizionalmente come tracce del sangue di Gammazita.
A questa storia, si affiancano altre leggende che spiegano diversamente l'origine del toponimo "Gammazita". La prima si trova nel panegirico scritto da don Giacomo Gravina in onore del duca di Carpignano, don Francesco Lanario, dal titolo La Gemma zita: in esso si racconta la storia delle nozze fra la ninfa Gemma e il pastore Amaseno (o Amenano). Il dio Plutone (secondo il Gravina, Polifemo) si invaghì della ninfa, scatenando la gelosia di Proserpina, che la trasformò in una fonte. Gli dei, toccati dalla disperazione di Amaseno, trasformarono anch'egli in una fonte: il pozzo sarebbe dunque il luogo in cui si uniscono le acque dei due sfortunati amanti. Secondo questa versione, il nome Gammazita nascerebbe dunque dall'unione delle due parole gemma e zita ("fidanzata", "sposa"), modificate poi dall'uso comune.
Un altro racconto parla di un uomo con una gamba rigida che abitava in una grotta vicino alla fonte, che dunque prenderebbe il nome da questo suo difetto fisico (iamma zita), mentre una terza spiegazione lega il toponimo a due misteriose lettere dell'alfabeto greco, una gamma e una zeta, che sarebbero incise sull'antico muro che fiancheggia la fonte.
Un'ulteriore ipotesi senza fonte la accosta alla voce araba al gawsit (il luogo dell'acqua dolce) che si riferisce ad un sito, principalmente costiero, dove i naviganti potevano contare su un rifornimento di acqua dolce. La medesima origine è riferita alla zona di Torre Guaceto, in provincia di Brindisi.

## Storia del sito

### Prima del 1669

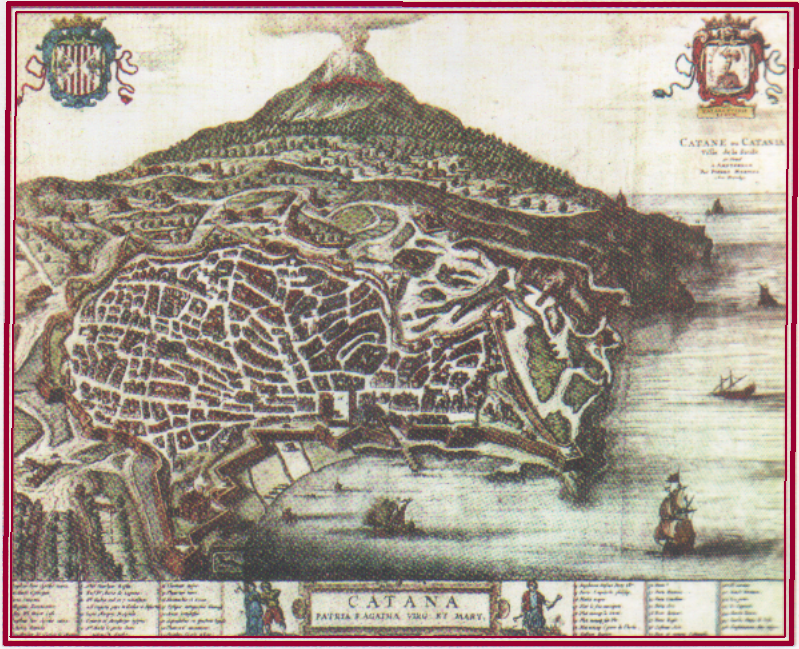
Antica pianta di Catania (1575 circa): si notano in basso tre rivoli che si perdono nel mare. Il primo da sinistra, quello più vicino al Castello Ursino, corrisponde alla fonte che alimenta il Pozzo di Gammazita.

La parte della città dove sorge il pozzo nel Medioevo era la sede della Judeca Suttana (il quartiere ebraico, detto anche Judeca di Jusu) ed era piuttosto ricca di attività commerciali, in particolare concerie e macellerie, che sfruttavano le numerose sorgenti d'acqua, forse diramazioni del fiume Amenano che scorre nel sottosuolo catanese e che qui prendeva il nome di Judicello. Le mura in questo tratto costeggiavano i ruderi di antiche fabbriche che prendevano il nome di Muro rotto e vennero identificate dal Bolano quale l'antica naumachia e il circo, segno che in età antica l'area era impegnata da grandi strutture pubbliche monumentali.
In tutte le piante e disegni di Catania, a partire da quella di Michelangelo Azzarelli (1584), la cortina muraria che si congiungeva a gomito con la Porta dei Canali e con il Bastione di Santa Croce, viene chiamato Gammazita e lì sono segnate queste fonti, inizialmente come dei rivoli che si perdevano nel mare.
Nel 1621, don Francesco Lanario, duca di Carpignano, soprintendente generale alle fortificazioni, nell'ambito di un generale restauro dell'assetto difensivo della città, volle risistemare anche la zona della fonte. Le acque di Gammazita furono così imbrigliate e congiunte a quelle dell'Amenano, realizzando una serie di fontane pubbliche che arricchirono e resero più gradevole la passeggiata a mare, anche grazie alla realizzazione di una strada lastricata, munita di panchine.

### Dopo il 1669
Questa piacevole sistemazione però ebbe vita breve. L'11 marzo 1669, da una frattura sopra Nicolosi cominciò la più imponente eruzione dell'Etna di epoca storica che abbia raggiunto Catania e, dopo aver distrutto orti e casali, giunse alle mura della città, riuscendo a superarle da nord-ovest, nella zona del Monastero di San Nicolò l'Arena, per poi dirigersi verso il Bastione di San Giorgio a sud.
Il 16 aprile, il fiume lavico circondò il Castello Ursino, colmandone il fossato, e invase tutta l'area del quartiere dell'Indirizzo, ricoprendo, nonostante gli sforzi di difesa messi in atto dai catanesi, anche le sorgenti, fra cui quella di Gammazita. La fonte rimase così sepolta sotto uno strato di 14 metri di lava, ma la sua importanza nella vita e nell'economia cittadina fece sì che fin già verso la metà del XVIII secolo fu riportata alla luce. Venne a crearsi così un singolare pozzo artificiale, ricavato nella sciara del 1669 e costituito dalla profonda scarpata delle mura civiche cinquecentesche che terminava sul fondo dove si accumulava una sorgente, ciò che rimaneva delle tre fonti pre-eruzione. Al fondo si giungeva con una pittoresca scalinata ricavata nel Settecento la quale si addossava alle lave e alla cortina muraria.
La riscoperta e la fama della fonte, in quest'età, si devono soprattutto agli intellettuali europei che visitarono Catania nell'ambito del Grand Tour, in particolare Patrick Brydone, l'abate Richard de Saint-Non, Jean Houël, Dominique Vivant Denon.
Saint-Non e Houël, in particolare, hanno lasciato anche delle raffigurazioni che testimoniano lo stato del pozzo nel Settecento e il suo aspetto pittoresco e nel pieno della ricerca della fascinazione della decadenza di concezione romantica, che tanto affascinava i viaggiatori stranieri. In tali immagini, soprattutto in quella di Saint-Non, si nota tuttavia una distorsione delle proporzioni, che fanno apparire il pozzo più grande di quanto non sia in realtà, e soprattutto l'inserimento di uomini intenti alla pesca, come se la vasca di raccolta delle acque fosse adibita anche a peschiera. Non sappiamo se questo corrisponda a verità o se sia un elemento aggiunto dall'autore per accentuare il carattere pittoresco del sito.
Fra coloro che visitarono la fonte, merita di essere ricordata la descrizione che ne lascia Charles Didier che, fra i monumenti visitati in città, dice che "fra le più curiose è un frammento delle antiche mura della città interamente coperto di lava: ai piedi di esso una fontana che manda acqua di una freschezza e di una limpidezza che sono degne di Aretusa"

## Stato di degrado attuale
I numerosi problemi relativi allo stato di conservazione attuale del sito hanno dato luogo nel tempo a diverse iniziative di protesta dirette a sensibilizzare la amministrazione comunale sia per quel che riguarda l'accessibilità che la manutenzione, sicurezza e pulizia del pozzo.
Il Pozzo di Gammazita si apre in un cortile chiuso fra nel case popolari ottocentesche di via San Calogero, a due passi dal Castello Ursino. L'accesso al cortile, avviene attraverso una scala di sessantadue gradini che sostituisce quella originaria in pietra lavica e ciottoli, distribuiti in cinque piccole rampe interrotte da pianerottoli rivestiti di pietra lavica e cotto siciliano, che portano ad un livello di circa 12 metri sotto il livello stradale. 
Alla base della scala si apre uno stretto spazio, anch'esso pavimentato in cotto siciliano chiuso da un tratto residuo della cortina muraria cinquecentesca: qui scorreva l'acqua sorgiva, in una vasca su cui incombe la massa lavica che ha chiuso la fonte.
Altre costruzioni e superfetazioni moderne e contemporanee accerchiano il pozzo, accentuando l'impressione di una profonda voragine.

## Gammazita nell'arte e nella poesia
La tragica storia di Gammazita ha dato anche spunto ad una famosa poesia popolare anonima catanese:
La mia palora non si cancia e muta;
Ti l'hè juratu e ti saroggiu zzita,
Chista mè porta ppi l'autri è chiujuta:
Cala li manu si mi voi pi zzita,
l'ura di stari 'nzemi 'un è vinuta:
si cchiù mi tocchi, comu Gammazita,
Mi vidi 'ntra lu puzzu sippilluta.»
Una rappresentazione di questa leggenda si trova in uno dei candelabri bronzei di Piazza Università a Catania, opera di Mimì Maria Lazzaro e D. Tudisco su disegno dell'architetto V. Corsaro (1957).

## Galleria d'immagini

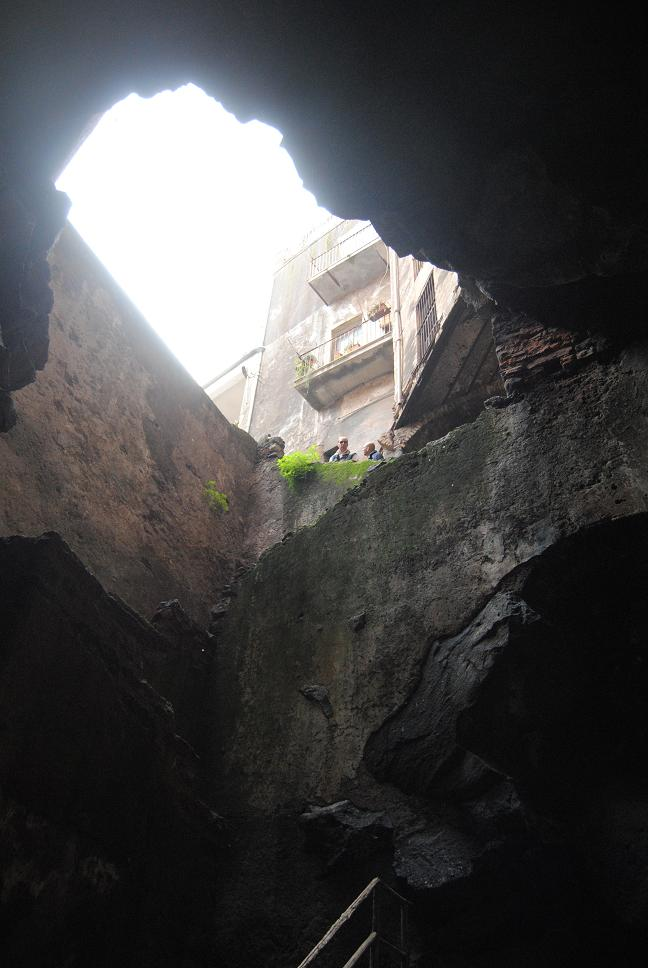
Scala d'accesso al pozzo.
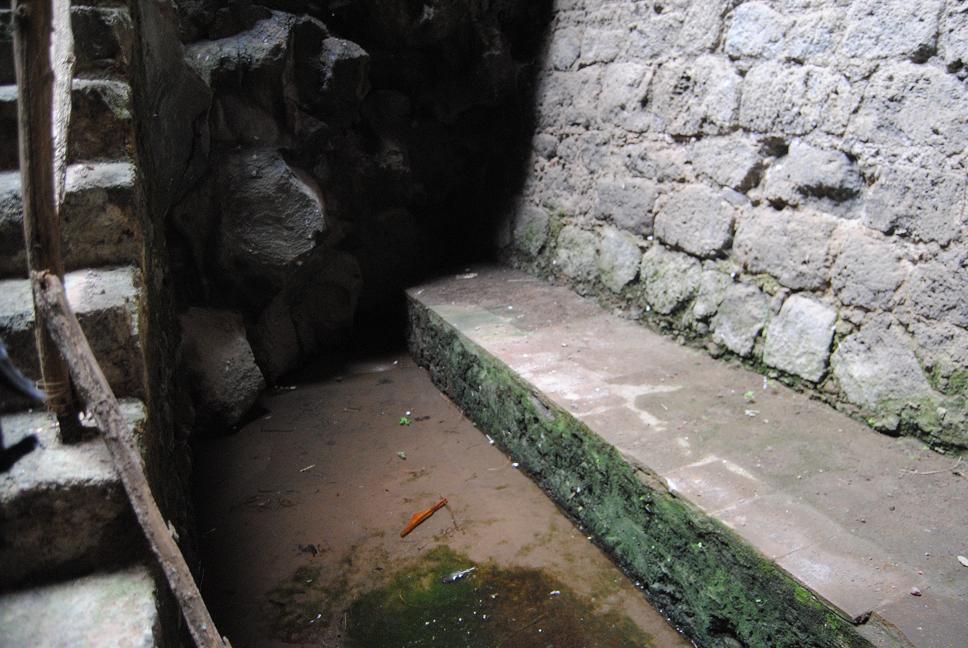
Vasca e cortina di Gamma Zita.
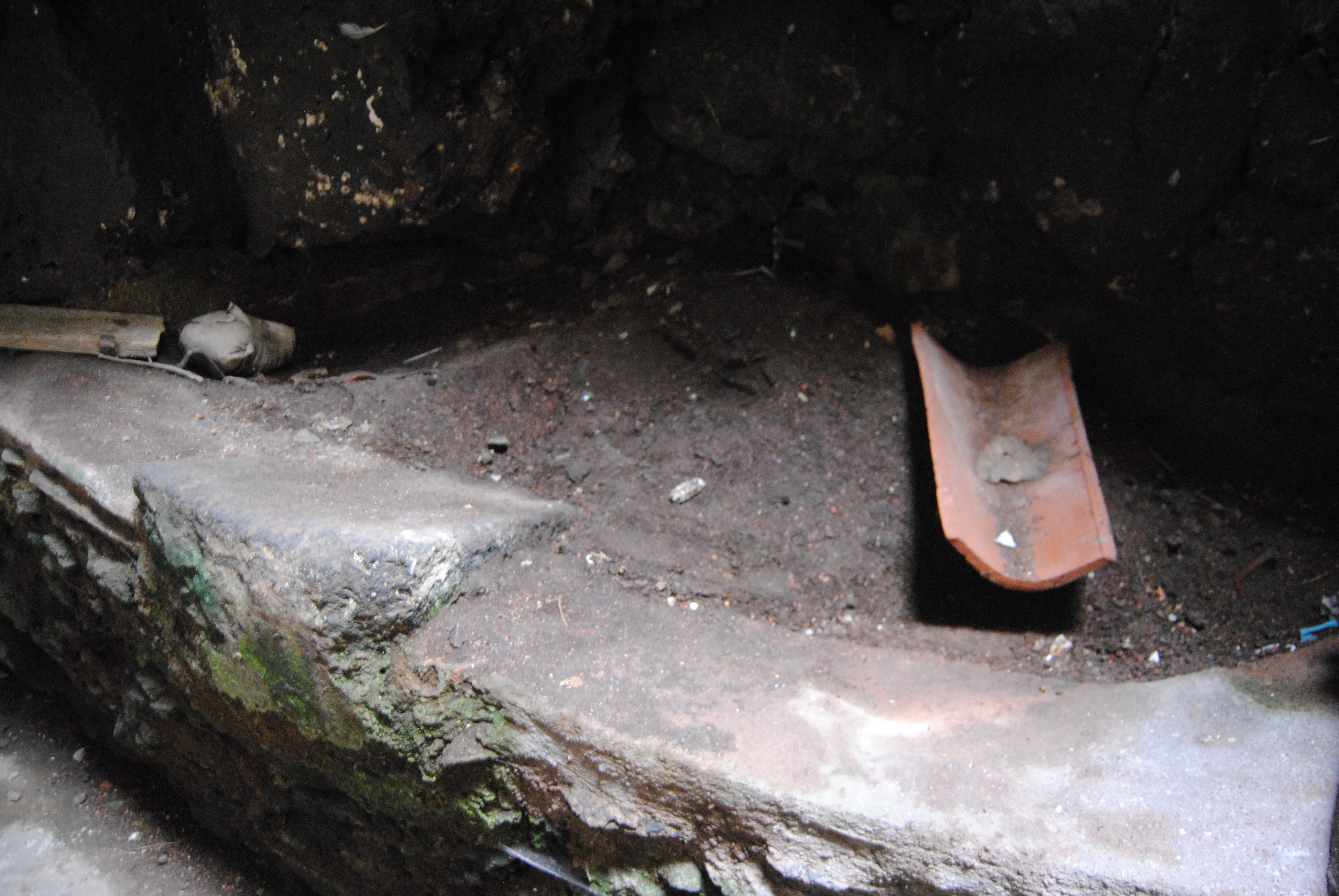
Lavatoio in pietra lavica.
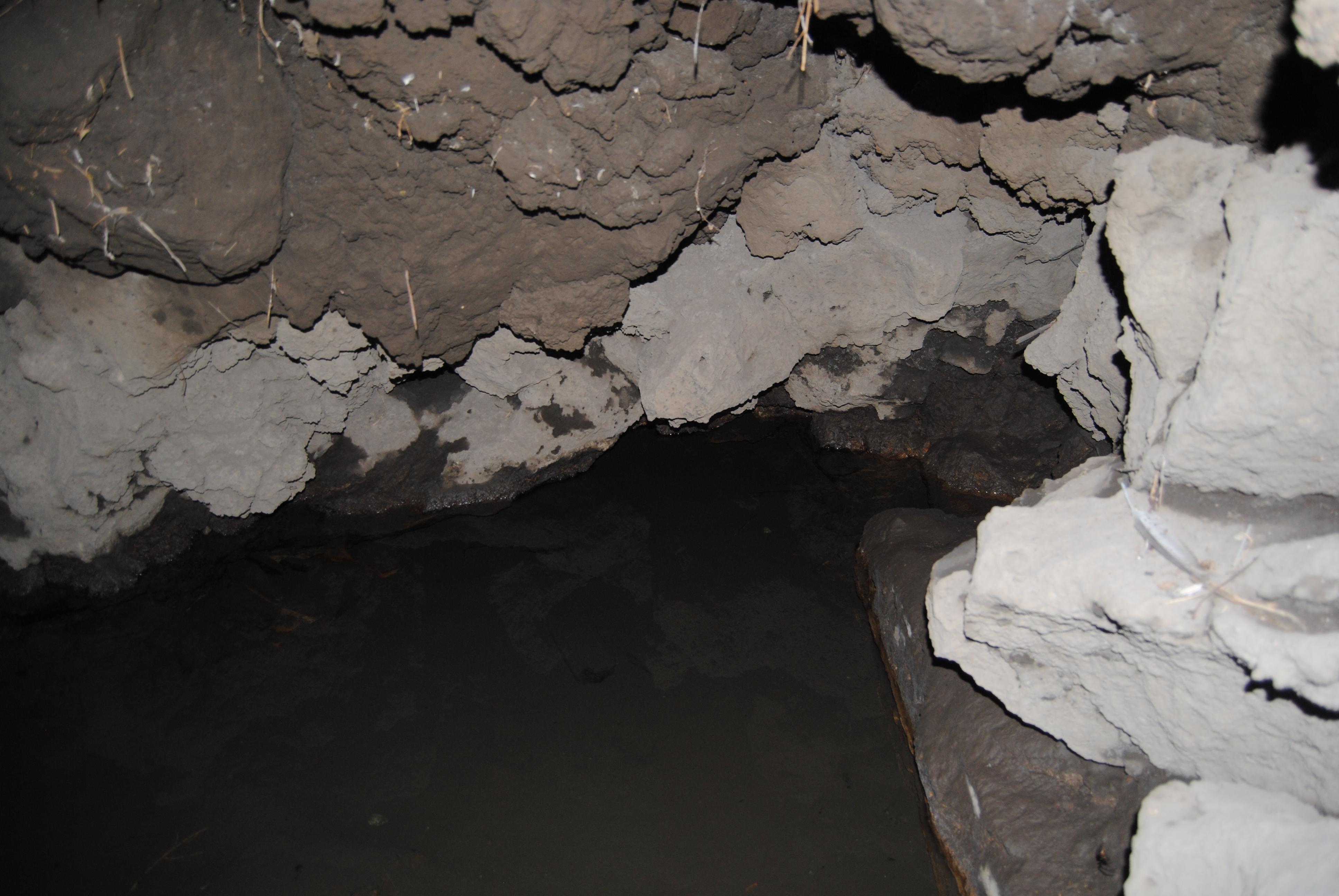
Il pozzo medioevale, coperto dalle lave del 1669.